# Eva Håkansson
Eva Håkansson es una ingeniera mecánica sueca y oradora en la University of Auckland. En el 2014 se convierte en la mujer más rápida en conducir una motocicleta eléctrica.

## Primeros años y educación
Håkansson creció en Suecia. Estudió administración de negocios y ciencias ambientales en Mälardalen University College. Su padre, Sven Håkansson, construía motocicletas y su madre era la mecánica de la familia. En 2007 ella convirtió una motocicleta en una bicicleta eléctrica con su padre - ElectroCat fue la primera bicicleta eléctrica registrada en Suecia . En 2007, mientras escribía su libro sobre motocicletas y vehículos eléctricos, llamó a Bill Dubé para solicitarle permiso de utilizar la fotografía de su bicicleta eléctrica. Así fue como llegó a formar parte del equipo que creó KillaCycle, y se casó con su creador Bill Dubé dieciocho meses después. En 2010 dio una charla de TEDx en la University of Denver, donde discutió sobre prácticas amigables con en ambiente al competir a alta velocidad. Completó un doctorado en corrosión en la University of Denver en 2016.

## Investigación y carrera
En 2014 Håkansson rompió el récord de velocidad en tierra en las pruebas de velocidad de motocicletas de Bonneville Motorcycle Speed Trials en la KillaJoule, fabricada a la medida. KillaJoule fue la motocicleta eléctrica más rápida del mundo. Ella fue una de las personeras de la campaña de Johnnie Walker en 2015 junto con Jenson Button y Jude Law. En 2016 Håkansson rompió el récord de velocidad en tierra en las pruebas de velocidad de motocicletas de Bonneville alcanzando 248 mph (399,1 km/h).
Håkansson enseña diseño de ingeniería en la University of Auckland. En 2017 alcanzó 255,122 mph (410,6 km/h) en las pruebas de velocidad de motocicletas de Bonneville Motorcycle Speed Trials. En la actualidad está trabajando en la motocicleta Green Envy. Green Envy utiliza un diseño asistido por computadora y un motor con 1,000 caballos de fuerza . Ella ha estado construyendo la motocicleta en Nueva Zelandia y planea hacer su debut en el 2019.